# 앤드루 커내넌

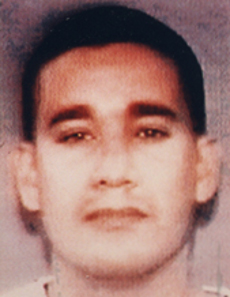
앤드루 커내넌 (1997)

앤드루 필립 커내넌(Andrew Phillip Cunanan, 1969년 8월 31일 ~ 1997년 7월 23일)은 미국의 연쇄 살인자이다. 1997년에 3개월 간 잔니 베르사체를 포함하여 적어도 5명을 살해하였다. 커내넌은 FBI 10대 현상수배범에 449번째로 이름을 올렸다.